# Звено (тактическая единица)
Звено́ — первичное тактическое подразделение войск (сил) в вооружённых силах государств мира.

## Звенья в родах войск и сил видов вооружённых сил

### Звено в ВВС (ВВФ)
В зависимости от рода авиации, в авиационное звено (авиазвено) может входить от трёх до четырёх однотипных летательных аппаратов и оно входит в состав более крупного подразделения или части: эскадрильи, отдельной эскадрильи, полка, группы.
В ходе выполнения боевой задачи либо учебного задания авиационное звено обычно делится на пары самолётов (вертолётов), из которых один является «ведущим», а другой «ведомым».
Авиационные звенья различают по роду авиации (истребительное звено, бомбардировочное звено, звено штурмовиков и т.д.) или по типу самолётов или вертолётов (звено Ла-5, звено Ми-8, звено МиГ-31).

### Звено в ВМФ (ВМС)
В военно-морском флоте (военно-морских силах) звено используют только к подразделению катеров. Обычно звено состоит из 2—3 катеров, которые различаются по типу: звено торпедных катеров, звено десантных катеров, звено сторожевых катеров, звено патрульных катеров.

### Звено в сухопутных войсках
Исторический термин в армиях некоторых государств в 1920-е и 1930-е годы, который представлял собой штатное подразделение в составе отделения.
Звено могло состоять из 3—6 всадников в кавалерии и 4—7 человек в пехоте. Звено предназначалось для выполнения боевой задачи в составе взвода или отделения либо в некоторых случаях в самостоятельном порядке (разведка, охранение, захват и оборона объектов). К примеру во французской армии пехотное отделение включало в себя пулемётное звено и гренадерское (пехотное) звено, каждое из которых состояло из 6 человек. В германской армии пехотное отделение включало в себя легкопулемётное звено из 4 человек и пехотное звено из 7 человек.
В румынской армии в 1930-е годы низшим пехотным подразделением было пулемётное звено и гренадерское звено. Звенья объединялись в группу (отделение). Во взводе было 3 группы.
На современном историческом этапе, наименьшим (первичным) тактическим подразделением в сухопутных войсках является отделение.

### Звено в медицинской службе
В санитарных отрядах Красной армии в 1930-е годы санитарное звено состояло из 4 санитаров и использовалось для переноски тяжелораненых и больных военнослужащих.